# دوست‌پور
دوست‌پور (به انگلیسی: Dostpur) یک منطقهٔ مسکونی در هند است که در شهرستان سلطان‌پور واقع شده‌است.

## خصوصیات
دوست‌پور  ۱۱٬۸۷۷ نفر جمعیت دارد و ۸۱ متر بالاتر از سطح دریا واقع شده‌است.